# 古市宜胤
古市 宜胤（ふるいち ぎいん）は、室町時代中期の僧侶。

## 略歴
- 1428年（正長元年）、丹後守古市胤憲の次男として生まれる。胤憲が興福寺大乗院の筆頭宗徒であったため発心院の僧侶となる。
- 1452年（享徳元年）、甥の古市澄胤が生まれ、発心院に入寺し宜胤の弟子となる[1][2][3]。
- 1458年（長禄2年）、世俗的なことを嫌い、坊舎の維持管理などの坊務を発心院住の長実に行わせていたところ、門跡の経覚経由で母の吉岡尼から注意されている[4]。
- 1466年（文正元年）、赤痢により39歳で逝去[1][2]。